# Istrate Micescu
Istrate Micescu (n. 22 mai 1881, Ploiești – d. 22 mai 1951, penitenciarul Aiud) a fost un jurist, politician extremist de dreapta profund antisemit și profesor universitar român, care a îndeplinit funcția de ministru al afacerilor străine (1937-1938).

## Biografie
Istrate Micescu s-a născut la data de 22 mai 1881, în orașul Ploiești, în familia profesorului Nicolae Micescu. După absolvirea Liceului „I. C. Brătianu” din Pitești (1899), a urmat cursuri de drept la Paris, unde și-a luat licența (1903) și doctoratul în drept (1906).
Revenit în România, a profesat ca avocat mai întâi la Baroul Argeș și apoi la Baroul Ilfov, al cărui decan a fost în două rânduri (1923–1928, 1936). Începând din anul 1912 a predat cursuri de drept civil și filosofia dreptului la Facultatea de Drept din București.
În anul 1918, Micescu a devenit membru al Partidului Național Liberal, fiind ales deputat în trei legislaturi (1920, 1927 și 1931). În anul 1931 este ales și vicepreședinte al Camerei Deputaților. El a intrat în conflict cu conducerea partidului din care făcea parte, creând în ianuarie 1925 un grup disident și o publicație „Răspunderea”, în care cerea vehement „refacerea moralității și credibilității partidului”.
Odată cu instaurarea domniei regelui Carol al II-lea,  Micescu s-a apropiat de grupul liberal condus de Gheorghe I. Brătianu, dar a revenit curând la PNL. După alegerile din anul 1937, el a făcut parte din guvernarea Goga-Cuza în calitate de ministru de externe (28 decembrie 1937 – 10 februarie 1938). După instaurarea dictaturii regale la 10 februarie 1938, Micescu a fost însărcinat cu elaborarea unei noi Constituții prin care se intenționa să se legitimeze noul regim. Proiectul elaborat de el „îngrădește puterea regală, toate puterile statului izvorăsc din națiunea română, iar regele nu este decât primul cetățean al țării, dar care se supune legilor acesteia”. Este numit apoi membru al Consiliului Superior Național al Frontului Renașterii Naționale, senator în noul Parlament și ministru al justiției în guvernul Gheorghe Tătărescu (24 noiembrie 1939 – 10 mai 1940).
La data de 7 februarue 1937, Istrate Micescu a prezidat ședința Baroului de Avocați București în care s-a decis să fie eliminați și să nu mai fie admiși avocați evrei. Istrate Micescu era antisemit și în cadrul funcției lui de ministru de justiție a promovat și a impus în mod brutal legislația antisemită.
În anul 1945 Micescu a fost exclus din barou, arestat, acuzat de „acțiuni de rezistență împotriva regimului de democrație populară” și condamnat pe data de 1 iulie 1948 la sentința de 20 de ani de temniță grea. După cum au fost citați participanți la proces, Micescu ar fi replicat judecătorilor: „Mulțumesc generozității Înaltei Curți că mi-a dorit o viață atât de lungă în care probabil voi face doi sau trei ani, iar restul îi veți face voi!”.
Micescu a încetat din viață la data de 22 mai 1951, în penitenciarul Aiud.

## Familia Miceștilor
Familia Miceștilor a stăpânit moșiile de la Ciumești și Micești (județul Argeș) încă din secolul al XVI-lea. Dintre membrii acestei familii, cel mai cunoscut este Istrate N. Micescu, acesta fiind considerat un mare avocat român. În epocă, era cunoscut și pentru pasiunile sale: cărțile, având peste 33.000 de volume, vânătoarea și femeile, fiind căsătorit de patru ori. În anul 1945 a fost radiat din Baroul de Ilfov, pentru că: „făcea parte din principalii inițiatori ai reacțiunii rasiste șovine, antisemite, fasciste și antisovietice din România”. Arestat pentru două luni în 1947, a fost din nou arestat și judecat în 1948, fiind condamnat la 20 de ani de închisoare. A murit la 29 mai 1951, la vârsta de 70 de ani, în închisoarea de la Aiud.

## Conacul
Proiectată de arh. Edmond van Saanen Algi și ing. Corani, clădirea a fost terminată în 1928, Casa Muzelor fiind construită în 1935. La ambele clădiri, Gheorghe Ungureanu a executat șarpantele, sculptorul Jurcă a creat decorațiile, iar Ruffer a realizat șemineele.
Clădirea principală în stil neoromânesc clasic, cu un turn de colț, prezintă elemente arhitecturale - coloane, colonada portalului, profiluri, frumos sculptate în piatră. Se regăsesc atât elemente ale reședințelor boierești fortificate, cât și detalii ale caselor țărănești din Muntenia subcarpatică. Două motive de limbaj arhitectural sunt recurente în compoziția imobilului, loggia și foișorul, tratate diferit. Zidăria este de cărămidă, iar planșeele principale din beton armat. Pentru soclu s-a folosit piatră de râu.
Conacul număra 22 de camere, având patru niveluri, demisol, parter, etaj și mansardă, numai turnul numărând cinci niveluri. Dintre toate încăperile, biblioteca și salonul turcesc erau cel mai bogat decorate. Pe pereți erau tablouri ale pictorilor Eustațiu Stoenescu, Grigorescu și Dărăscu, avocatul Micescu fiind un mare colecționar de artă. Șemineul din holul principal era realizat de Ruffer din ceramică venețiană.

## Casa Muzelor
Volumetria cabanei este inspirată din arhitectura tradițională. Casă, relația cu peisajul, materialele folosite încorporează un spirit regional, fără ornamentații. Clădirea are parter, etaj și mansardă, la parter și la etaj având terase. Interioarele, păstrându-se aproape intacte, demonstrează o perfectă continuitate a fațadelor, redând formele tradiționale. La etaj s-a păstrat un șemineu Ruffer din ceramică albastră, dar și mare parte din mobilierul din lemn masiv. În liniștea bibliotecii din cabana de vânătoare sau „casa muzelor”, cum o mai numea avocatul Micescu, acesta a elaborat Constituția României din 1938. În prezent, deși proprietatea a fost retrocedată moștenitorilor, încă mai este vilă turistică și poate fi vizitată.
Cele două statui reprezentând-o pe zeița Maia au fost cumpărate de la anticarul Pascu din București. În mitologia greacă, Maia era cea mai mare dintre Pleiade, cele șapte fiice ale lui Atlas și Pleione. Legenda spune că ele s-au stins de durere, neputând îndura pedeapsa data de zei părintelui lor. Maia era cea mai frumoasă dintre cele șapte atlantide, cum mai erau numite. Cucerit de frumusețea ei, Zeus a sedus-o, Maia fiind mama zeului Hermes. În mitologia romană se numea Fauna sau Bona Dea, reprezentând o zeitate a primăverii.

## Viața la moșie
Fiul lui Istrate Micescu povestește că la Micești „era momentul de destindere, dar nu era un moment de destindere frivol, pentru ca acolo tata îl citea pe Platon, pe Tucidide; momentul ăsta de liniște sufletească era împănat cu discuții care erau discursuri, cu versuri care se făceau și care se recitau și, în serile de liniște, cânta la flaut. Dar asta nu putea să și-o permită decât acolo, unde nu erau clienți". După cărți, o altă pasiune era vânatoarea. În pădurile Budeasa, Trivalea și Purcăreanca îi avea adesea invitați la vânătoare pe „zeii” timpului, printre care: Liviu Rebreanu, Ion Minulescu, Lucian Blaga, Octavian Goga, Eustațiu Stoenescu, Dinu Brătianu, Ion V. Periețeanu și Pamfil Șeicaru.
Mormântul avocatului, profesorului și omului politic Istrate N. Micescu este unul simplu, acesta fiind înmormântat, împreună cu cea de-a patra soție (Lizetta Micescu 1909-1987), lângă biserica din satul Ciumești (județul Argeș), nu în capela familiei.

## Aprecieri
"În toată Facultatea de Drept ne copleșea pe atunci Istrate Micescu - profesorul, nu politicianul. Avea înfățișarea unui filozof alexandrin. Slab și rasat, purta barba ascuțită. (...) Umbla foarte elegant îmbrăcat și avea grija ținutei și a gesturilor chiar și atunci când nu se afla la tribună. Era poate puțin prea conștient de valoarea lui, dar acest orgoliu, care uneori devenea relativ supărătoare vanitate (...). Era un om de mare cultură. Știa latinește și grecește cum știau puțini (...), nu erau secrete ale discursului care să-i fie străine. I se citau cuvintele de spirit în toate saloanele și în toate cafenelele. Aventurile sale matrimoniale provocau, în schimb, surâsuri." N. Carandino 

## Decorații
- Semnul Onorific „Răsplata Muncii pentru 25 ani în Serviciul Statului” (13 octombrie 1941)[4]